# Каролін (гміна Закшев)
Каролін (пол. Karolin) — село в Польщі, у гміні Закшев Люблінського повіту Люблінського воєводства.
Населення — 61 особа (2011).
У 1975-1998 роках село належало до Замойського воєводства.

## Демографія
Демографічна структура станом на 31 березня 2011 року:
|          | Загалом | Допрацездатний вік | Працездатний вік | Постпрацездатний вік |
| -------- | ------- | ------------------ | ---------------- | -------------------- |
| Чоловіки | 30      | 7                  | 21               | 2                    |
| Жінки    | 31      | 5                  | 18               | 8                    |
| Разом    | 61      | 12                 | 39               | 10                   |